# Hemicythere angulata
Hemicythere angulata är en kräftdjursart. Hemicythere angulata ingår i släktet Hemicythere och familjen Hemicytheridae. Inga underarter finns listade i Catalogue of Life.